# Lucido Conti
Lucido Conti (ur. 1388, zm. 9 września 1437) – włoski kardynał wywodzący się z rzymskiej arystokracji. Nominację (z tytułem diakona Santa Maria in Cosmedin) uzyskał w końcowym okresie wielkiej schizmy zachodniej od pizańskiego antypapieża Jana XXIII w czerwcu 1411. Uczestniczył w soborze w Konstancji (który zatwierdził nominacje kardynalskie z wszystkich obediencji) i w konklawe 1417. W Kurii Rzymskiej sprawował urząd protektora zakonu krzyżackiego. Uczestniczył w konklawe 1431. Był także kamerlingiem Świętego Kolegium Kardynałów (1431-37) i archiprezbiterem bazyliki laterańskiej (od 1434). Zmarł w Bolonii.